# Anna Shuttleworth
Anna Shuttleworth (Bournemouth, 2 de maig de 1927 - 2 de març de 2021) va ser una violoncel·lista i pedagoga musical anglesa.
Va estudiar violoncel amb Ivor James i Harvey Phillips al Royal College of Music i més tard es va convertir en professora del mateix col·legi. Entre els seus alumnes hi ha Alexander Baillie, Martin Johnson, Natalie Clein, František Brikcius i Kathy Hampson (nascuda Jewell).

## Estudis
El 1943, Shuttleworth va anar a estudiar el violoncel al Royal College of Music (RCM) com a erudita. Allà va aprendre amb Ivor James i Harvey Philips. Mentre estava al RCM, Anna es va convertir en membre fundador del Vivien Hind String Quartet, un conjunt amb el qual va tocar durant diversos anys. Després de deixar la RCM, el seu amic Joan Dickson va organitzar-se per al violoncel·lista Enrico Mainardi per donar lliçons a Londres per a les quals Anna va participar. També va continuar els seus estudis amb Franz Walter a Ginebra.
Poc després de deixar la universitat, Anna va ser convidada a tocar al "Newbury Festival" amb els Newbury String Players, tant a l'orquestra com més tard com a solista. Això va iniciar una llarga amistat amb la família de Gerald Finzi i el seu cercle musical, inclosos Ursula i Ralph Vaughan Williams. Aquest període també va ser testimoni d'una rica carrera autònoma, tocant en diverses orquestres del festival, com a músic de cambra i solista. Una vegada se la va anomenar afectuosament com "El violoncel·lista més bonic" de Vaughan Williams.
El 1953, per recomanació del compositor Herbert Howells, Anna va ingressar a la beca Boise i el 1954 va rebre una quantitat substancial per continuar els seus estudis de violoncel. Va estudiar això amb Mainardi a Salzburg i Roma, i amb Pau Casals a Zermatt i Prada de Conflent.

## Vida personal
Anna Shuttleworth s'ha casat dues vegades, la primera vegada amb Noel Taylor, companya de violoncel·lista, el 1957, i la segona vegada amb David Sellen, investigador de biofísica, des de 1973.

## Vida professional
A la dècada de 1960, la carrera d'Anna es va estendre i es va convertir en membre de diversos conjunts i va actuar per a moltes emissions de la BBC. El 1964 Novello va publicar "Aprenent el violoncel" que Anna va escriure conjuntament amb Hugo Cole. Anna va tenir una lliçó amb Rostropovich, que va felicitar Anna pel seu bell so de violoncel i la seva música. Aquest és també l'any en què se la convida a ensenyar el violoncel al Departament Júnior de la RCM, seguit del nomenament al Departament Sènior el 1967. El 1968 és aprovada com a examinadora del Consell Associat i també compra el seu primer Renault 4, el cotxe que havia de convertir-se en el seu transport habitual, viatjant pel país.
La dècada de 1970 va ser el període daurat d'Anna i, a través de la connexió amb Hilary Finzi, germana de Jacqueline du Pré, a Anna es va permetre tocar al Davidov Stradivarius de Jacqui durant dos anys. Es va convertir en una "sol·licitada" professora de violoncel a la RCM i va ensenyar a molts dels músics coneguts actuals, com ara Adrian Brendel, Alexander Baillie, Clare Finzi, Elizabeth Wilson i Jonathan del Mar. Però, com Anna sentia que havia deixat de banda el seu professional, i en part per entendre millor el treball de David a la Universitat de Leeds, va obtenir un curs a la "Universitat Oberta" (curs 1971-75) i va obtenir el BA (Hons) el 1975. El 1972 Anna va posar en contacte a Stuart Lowe (un violoncel·lista aficionat aficionat) amb Sue Jennings (una de les estudiants de violoncel d'Anna al RCM) i més tard Stuart i Sue es van casar. Més tard, Anna va ensenyar a Matthew, Daniel i Time Lowe a petició de Sue. Anna i Sue van desenvolupar una llarga relació docent i, juntes, van crear amb els membres de la família Lowe i Alexander Baillie "Gathering of the Clans", un curs de violoncel de llarga durada amb professors com Baillie i Johannes Goritzki, a més de professors/violoncel·listes d'Alexander. Vivien Mackie i Rhuna Martin. Entre altres violoncel·listes es trobaven Joan Dickson, Amanda Truelove, Sasha Boyarsky, Lowri Blake, Andreas Burzik, Melissa Phelps, Louise Hopkins i Moray Welsh.
Des dels anys seixanta, Anna ha realitzat nombrosos recitals de piano i violoncel amb alguns dels principals pianistes britànics, inclosos Bernard Roberts, Ian Brown, Martin Roscoe i John Thwaites. Des que va deixar la RCM a finals dels anys quaranta, Anna ha estat membre de nombrosos conjunts de música de cambra, incloent un trio de corda amb Elisabeth Watson (viola), quartet de corda georgià, Leonardo Trio (primer amb David Roth, després amb Maureen Smith, violí i amb Ian Brown, piano), London Harpsichord Ensemble, Glickman Trio i Aulos Ensemble. Quan a Londres va conèixer a Sylvia Cleaver, que el 1964 va demanar a Anna que es convertís en la violoncel·lista principal de lOrquestra Sinfonia de Midland (més tard rebatejada com a Sinfònica anglesa). Va ocupar aquest càrrec fins que es va retirar de l'orquestra el 1996. A part d'això, Chelsea Opera Group, Kalmar Orchestra, Sadler's Wells Opera Orchestra (actual National Opera Nacional Anglesa) i Orchestra d'Amici.

## Cursos de música i viatges
A l'Anna sempre li ha encantat viatjar i ha passat moltes vacances arreu del món amb una afició especial per Escandinàvia. A principis dels anys setanta, a proposta de Jacqueline du Pré, el violoncel·lista suec Frans Helmerson es va allotjar a casa d'Anna i es van fer amics. Després, mentre ensenyava al curs d'estiu "Great Missenden" a Berkshire, Anna va conèixer la família musical sueca Frankmar que la va portar a Suècia per a diversos cursos d'estiu. Allà va conèixer els violoncel·listes Ludwig Frankmar i Tomas Sterner que van venir a estudiar amb ella a Londres. El 1979, Tomas es va convertir en el seu estudiant de violoncel a la RCM i, el 2009, ha publicat les seves memòries. Tomàs i Anna també van ajudar a organitzar dos cursos de corda a Guernsey a principis dels anys vuitanta.
El 1985, mentre estava de gira amb l'"Associated Board" a Malàisia, Anna va conèixer Toya, un artista de Batik resident a Penang, i el seu nebot Kia. Anna els va ajudar a tots dos, en primer lloc organitzant exposicions de l'obra de Toya a Anglaterra i, en segon lloc, patrocinant Kia per estudiar a la Universitat de Leeds, on ara treballa. El 1986 va tornar a treballar al "Associated Board", examinant a Nova Zelanda.

## Ensenyar el violoncel
La carrera docent d'Anna va evolucionar amb els anys. Des d'ensenyar inicialment a escoles independents i després ser nomenada professora a la RCM, finalment va assumir nombroses posicions docents a Anglaterra, incloent Canterbury, Leeds i estudiants de la Universitat de York, així com a la "Leeds Girls High School". A més, tenia molts alumnes privats. El 1994, l'ensenyament d'Anna es va fer més conegut quan la seva alumna, Natalie Clein, va guanyar els concursos tant del Regne Unit com del Jove Músic Europeu de l'Any. Tot i que era en un moment en què Anna estava a punt de retirar-se, ara era una mestra molt buscada. Molt més tard va ensenyar al molt talentós violoncel·lista txec Frantisek Brikcius, que va arribar a la Universitat de Leeds com a erudit Erasmus.
A la jubilació, Anna ha frenat la velocitat, però encara no s'ha aturat. Va fer els seus recitals finals de duo de violoncel i piano el 2003 i ara toca els violoncels de sol i baix i canta música antiga. Ensenya el violoncel si se li demana.
El 2008 Anna va ser guardonat amb un membre honorari de la Royal College of Music de príncep Carles. Això segueix diversos anys en què ha donat suport a la RCM i també ha creat un premi de violoncel en nom propi.

## Publicacions
Anna Shuttleworth ha coescrit un mètode de violoncel per a violoncel·listes joves de 10 anys i més, i les seves memòries es van publicar el juliol de 2009.

## Enregistraments
Anna Shuttleworth ha realitzat diversos enregistraments amb Alfred Deller (contratenor). Per exemple, Oda for St. Cecilia's Day i Te Deum i Jubilate Deo, totes del compositor Henry Purcell.